# Гольдах (Санкт-Галлен)
Гольдах (нем. Goldach SG) — коммуна в Швейцарии, в кантоне Санкт-Галлен.
Входит в состав округа Роршах. Население составляет 8885 человек (на 31 декабря 2006 года). Официальный код — 3213.